# Against the Grain
Against The Grain – album studyjny punkorockowej grupy Bad Religion, wydany przez Epitaph Records 23 listopada 1990 roku.

## Lista utworów
1. "Modern Man" (Greg Graffin) – 1:58
2. "Turn on the Light" (Brett Gurewitz) – 1:24
3. "Get Off" (Graffin) – 1:43
4. "Blenderhead" (Gurewitz) – 1:12
5. "The Positive Aspect of Negative Thinking" (Jay Bentley) – 0:57
6. "Anesthesia" (Gurewitz) – 3:04
7. "Flat Earth Society" (Gurewitz) – 2:23
8. "Faith Alone" (Graffin) – 3:40
9. "Entropy" (Graffin) – 2:24
10. "Against the Grain" (Graffin) – 2:09
11. "Operation Rescue" (Graffin) – 2:08
12. "God Song" (Graffin) – 1:38
13. "21st Century (Digital Boy)" (Gurewitz) – 2:50
14. "Misery and Famine" (Graffin) – 2:35
15. "Unacceptable" (Greg Hetson, Bentley) – 1:44
16. "Quality or Quantity" (Graffin) – 1:34
17. "Walk Away" (Gurewitz) – 1:52

## Twórcy
- Greg Graffin – śpiew
- Mr. Brett – gitary
- Greg Hetson – gitary
- Jay Bentley – gitara basowa
- Pete Finestone – perkusja